# 达夫啤酒
达夫啤酒（Duff Beer）作为一种啤酒品牌最初出现在美国福克斯广播公司创作的一部动画情景喜剧辛普森一家中。之后在未经创作者马特·格勒宁许可的情况下在一系列国家进行出售。官方版本的达夫啤酒在环球主题乐园的辛普森游艺设施附近出售。

## 名稱由來
是從1990年代搖滾樂團枪与玫瑰裡的貝斯手达夫·麦卡根（Duff Mckagan）命名而來，原因出自於另一位组合成员埃克索尔·罗斯在一場演唱會中對达夫的介紹，他將达夫稱呼為Duff "The king of beers" Mackagan，而达夫的嗜酒成性的習慣也廣為人知，而後來有動畫找上了他，目的是想把此綽號作為動畫裡的啤酒名稱，而這部動畫便是著名的動畫喜劇—辛普森一家。